# Johann von Lutz
Johann Freiherr von Lutz, född 4 december 1826 i Münnerstadt, död 3 september 1890 i Niederpöcking, var en bayersk friherre och politiker. 
Lutz blev 1863 sekreterare i kung Maximilian II:s privatkabinett och innehade efter dennes död (1864) samma befattning hos sonen, kung Ludvig II, till 1866, då han utnämndes till kabinettschef. År 1867 blev Lutz justitieminister och 1869 tillika kultusminister. Han avgick 1871 från förstnämnda post, men kvarstod ända till 31 maj 1890, då han till följd av sjuklighet lämnade statstjänsten, som minister för kyrko- och undervisningsärenden, trots Centrumpartiets upprepade ansträngningar att störta honom. Därjämte var han från mars 1880 konseljpresident. Samma år erhöll han ärftligt adelskap och upphöjdes 1884 i ärftligt friherrligt stånd. 
Lutz bidrog väsentligt till införandet i Bayern av den nya, på principerna av offentlighet och muntligt förfarande vilande civilprocessen, var i slutet av 1870 mycket verksam för Bayerns anslutning till Nordtyska förbundet och var upphovsman till förbundsrådets och riksdagens beslut i november 1871 att i Tyska rikets strafflag inskjuta en mot ultramontanerna riktad straffbestämmelse ("der Kanzelparagraph") mot predikstolens missbrukande till agitation mot statens lagar. I sin bayerska kyrkopolitik skyddade han försiktigt gammalkatolikerna, så långt detta lät sig göra, mot klerikalernas angrepp. Han bibehöll sin ställning, ehuru den sista tiden med minskat inflytande, även efter Ludvig II:s avsättning (juni 1886), vilken han sedermera beskylldes för att alltför länge, till landets skada, ha fördröjt.